# Setariinae
Die Setariinae sind eine Unterfamilie der Filarien etwa 50 Arten. Sie sind Parasiten bei Säugetieren.

## Merkmale und Entwicklungszyklus
Setariinae sind Onchocercidae mit einer auffälligen Erhebung um die Mundöffnung, die mittig, manchmal auch seitlich verstärkt ist oder zwei seitlich abgeflachte Flächen am Kopfende aufweisen. Das Kopfende weist manchmal vier seitlich-mediale Dornen auf und ist oft seitlich erweitert. Die Mundhöhle ist meist gut entwickelt. Die Vulva liegt nahe des muskulösen Ösophagusabschnitts. Kaudalflügel fehlen.
Die Spicula sind deutlich verschieden. Der Schwanz der Männchen ist mit zwei Reihen seitlich-bauchseitiger Papillen besetzt, manchmal mit einer eigenständigen Gruppe am Ende.
Als Zwischenwirt dienen Zweiflügler. Bei ihnen findet die Entwicklung von Larve 1 zu 3 statt. Das infektiöse Larvenstadium 3 hat einen großen Drüsenabschnitt des Ösophagus und einen langen Schwanz mit feinen Fortsätzen nahe des Endes.

## Systematik
Hodda (2022) gliedert die Setariinae in eine Tribus (Setariini) mit zwei Gattungen:
- Papillosetaria Vevers, 1922
- Setaria Viborg, 1795